# Dicrania pellita
Dicrania pellita är en skalbaggsart som beskrevs av Johann Friedrich von Eschscholtz 1822. Dicrania pellita ingår i släktet Dicrania och familjen Melolonthidae. Inga underarter finns listade i Catalogue of Life.